# Maurits Kjærgaard
Maurits Kjærgaard (* 26. Juni 2003 in Herlev) ist ein dänischer Fußballspieler.

## Karriere

### Verein
Kjærgaard begann seine Karriere beim Lyngby BK. Zur Saison 2019/20 wechselte er nach Österreich zum FC Red Bull Salzburg, bei dem er einen bis Juni 2022 laufenden Vertrag erhielt. Zunächst sollte er jedoch für das zweitklassige Farmteam FC Liefering zum Einsatz kommen.
Im August 2019 debütierte er für Liefering in der 2. Liga, als er am vierten Spieltag jener Saison gegen den SV Horn in der 64. Minute für Jung-Min Kim eingewechselt wurde. Nach 28 Zweitligaeinsätzen für Liefering gab er im Februar 2021 sein Debüt für Salzburg in der Bundesliga.

### Nationalmannschaft
Kjærgaard spielte im September 2018 erstmals für eine dänische Jugendnationalauswahl. Im März 2019 debütierte er gegen Frankreich für die U-17-Auswahl, im September 2021 spielte er erstmals für die U21-Nationalmannschaft.

## Erfolge
- Österreichischer Meister: 2021, 2022, 2023
- Österreichischer Cupsieger: 2021, 2022

## Persönliches
Sein Bruder Oliver (* 1998) ist ebenfalls Fußballspieler.